# بیت شمش
بیت شمش (به عبری: בית שמש) نام شهری در استان اورشلیم اسرائیل است که جمعیت آن در سال ۲۰۰۶ ۶۹٬۳۰۰ نفر و مساحت آن ۳۴٫۲۵۹ کیلومتر مربع بوده‌است.

## نگارخانه

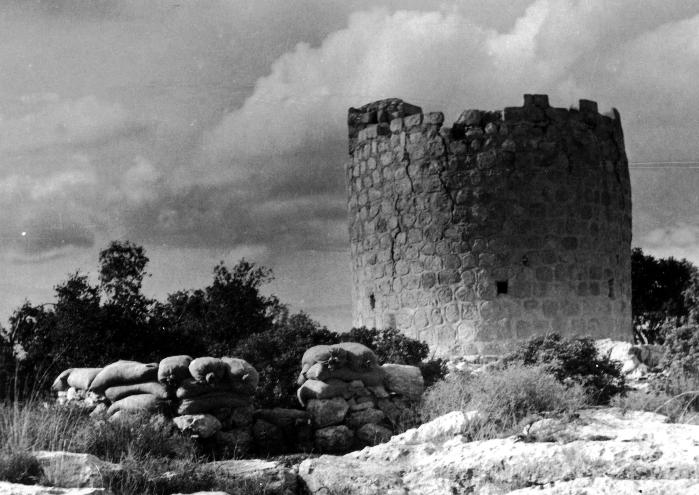
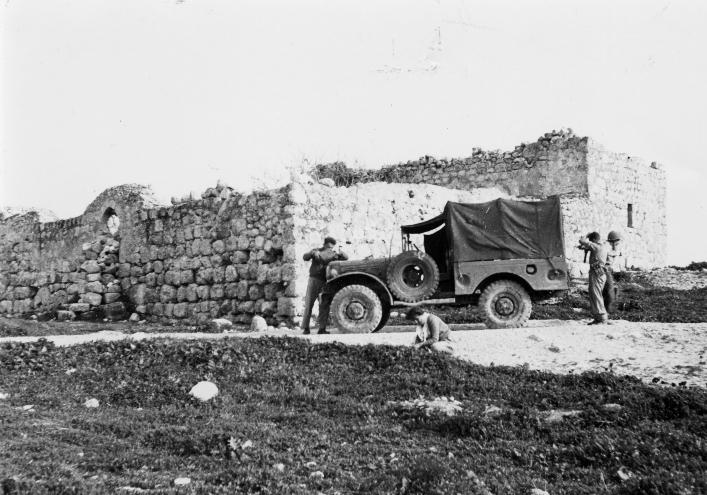